# Organochloridy
Organochloridy jsou organické sloučeniny obsahující alespoň jeden kovalentně vázaný atom chloru. Různorodost struktur a vlastností organochloridů jim propůjčuje rozmanité vlastnosti i způsoby využití. Některé z těchto sloučenin, například 2,3,7,8-tetrachlordibenzodioxin (TCDD), poškozují životní prostředí.

## Vlastnosti
Chlorací se vlastnosti sloučenin mění několika způsoby. Tyto sloučeniny mají obvykle větší hustotu než voda, má chlor oproti vodíku větší relativní atomovou hmotnost. Alifatické organochloridy často fungují jako alkylační činidla, protože chlor může být odstupující skupinou, tato reaktivita může poškozovat buňky.

## Výskyt
Existuje velký počet organochloridů izolovaných z přírodních zdrojů od bakterií po člověka.
Chlorované sloučeniny lze nalézt téměř ve všech skupinách biomolekul a přírodních látek, jako jsou například alkaloidy, terpeny, aminokyseliny, flavonoidy, steroidy a mastné kyseliny.
Polychlorované dibenzodioxiny, nebezpečné pro člověka i životní prostředí, mohou vznikat za vysokých teplot při lesních požárech a byly nalezeny v popelu z ohňů zapálených blesky ještě před objevem syntetických dioxinů.
Řada jednoduchých chlorovaných uhlovodíků, například dichlormethan, trichlormethan a tetrachlormethan, byla nalezena v mořských řasách.
Většina chlormethanuu v životním prostředí vzniká přirozeně biologickým rozkladem, při lesních požárech a sopečnou činností.
Přírodní organochlorid epibatidin, alkaloid izolovaný ze stromových žab, má výrazné analgetické účinky. Vzhledem k nízkému terapeutickému indexu se však její léčebná využití již dále nezkoumají.
Žáby získávají epibatidin z potravy a tato látka se poté hromadí v jejich kůži. Pravděpodobnými zdroji jsou brouci, mravenci, roztoči a mouchy.

## Příprava

### Z chloru
Alkany a arylalkany mohou být chlorovány radikálově, k iniciaci obvykle slouží ultrafialové záření; řízení takovýchto reakcí ovšem bývá obtížné. Arylchloridy lze získat Friedelovou–Craftsovou halogenací, za použití chloru a katalyzátoru tvořeného Lewisovy kyseliny.
Z methylketonů a podobných sloučenin lze získat reakcí s hydroxidem sodným (haloformní reakcí). Tímto způsobem se v minulosti vyráběl chloroform.
Chlor lze také adovat na násobné vazby alkenů a alkynů, za vzniku di- nebo tetrachlorovaných sloučenin.

### Reakce s chlorovodíkem
Alkeny reagují s chlorovodíkem (HCl) za vzniku alkylchloridů, například chlorethan se průmyslově vyrábí reakcí ethenu s HCl:
H2C=CH2 + HCl → CH3CH2Cl
Oxychlorace jsou reakce podobné radikálovým chloracím, kdy se místo chloru používá levnější chlorovodík ve směsi s kyslíkem:
2 CH2=CH2 + 4 HCl + O2 → 2 ClCH2CH2Cl + 2 H2O.
Sekundární a terciární alkoholy s chlorovodíkem vytváří příslušné organochloridy. V laboratoři lze provést podobnou reakci pomocí chloridu zinečnatého v koncentrované kyselině chlorovodíkové:
{\displaystyle {\ce {{R-OH}+ HCl ->[{\ce {ZnCl2}}][\Delta] {\overset {alkylhalogenid}{R-Cl}}+ H2O}}}
Tato směs, nazývaná Lucasovo činidlo, se používala ke kvalitativnímu odlišování alkoholů.

### Ostatní chlorační činidla
Alkylchloridy se také připravují reakcemi alkoholů s chloridem thionylu (SOCl2) nebo chloridem fosforečným (PCl5), lze však též použít chlorid sulfurylu (SO2Cl2) a chlorid fosforitý (PCl3):
ROH + SOCl2 → RCl + SO2 + HCl
3 ROH + PCl3 → 3 RCl + H3PO3
ROH + PCl5 → RCl + POCl3 + HCl
V laboratořích je nejčastěji využíván chlorid thionylu, protože vedlejší produkty reakce jsou plynné.
Další možnost představuje Appelova reakce:

## Reakce
Alkylchloridy jsou užitečnými stavebními prvky v organické chemii. Zatímco jsou alkylbromidy a alkyljodidy reaktivnější, tak alkylchloridy bývají levnější a dostupnější. Alkylchloridy mohou být snadno atakovány nukleofily.
Zahříváním alkylhalogenidů s hydroxidem sodným nebo vodou vznikají alkoholy. Reakcemi s alkoxidy či aryloxidy se tvoří ethery , jde o Williamsonovu syntézu etherů; reakce s thioly dávají thioethery. Alkylchloridy mohou také reagovat s aminy za tvorby substituovaných aminů. Také je lze substituovat reaktivnějšími halogenidy, jako jsou jodidy, ve Finkelsteinových reakcích. Lze provést i reakce s pseudohalogenidy, například azidy, nitrily a thiokyanáty. Za přítomnosti silných zásad se alkylchloridy dehydrohalogenují na alkeny či alkyny.
Alkylchloridy také reagují s hořčíkem, přičemž se vytváří Grignardova činidla, čímž se elektrofilní sloučeniny mění na nukleofilní. Ve Wurtzových reakcích dochází ke spojování dvou alkylchloridů za přítomnosti sodíku a vytváří se alkan s delším uhlíkovým řetězcem.

## Použití

### Vinylchlorid
Nejvíce používaným organochloridem je vinylchlorid, sloužící na výrobu polyvinylchloridu (PVC).

### Chlormethany
Většina chlorovaných uhlovodíků s nízkými molárními hmotnostmi, jako jsou chloroform, dichlormethan, dichlorethen a trichlorethan, má využití v podobě rozpouštědel. Tato rozpouštědla se vyznačují nízkou polaritou, takže se nemísí s vodou a jsou tak vhodná k odmašťování a suchému čištění. Většinou se vyrábějí chlorací methanu:
CH4 + x Cl2 → CH4−xClx + x HCl
Nejvýznamnější sloučeninou z této skupiny je dichlormethan, sloužící převážně jako rozpouštědlo. Chlormethan má využití při výrobě chlorsilanů a silikonů. Chloroform se používá na výrobu chlordifluormethanu (CHClF2) a tetrafluorethen, surovina sloužící k výrobě polytetrafluorethylenu.

### Pesticidy
Dvěma hlavními skupinami organochloridových pesticidů jsou sloučeniny typu DDT a chlorované alicyklické sloučeniny; mechanismy jejich účinku jsou mírně odlišné.
- Sloučeniny typu DDT působí na periferní nervovou soustavu. Zabraňují uzavírání sodíkových kanálů po aktivaci a depolarizaci membrány. Sodné ionty procházejí membránou nervu a vytváří destabilizující záporný „protipotenciál“ a způsobují hyperexcitabilitu nervu.[10]

- Chlorované cyklodieny, jako jsou aldrin, dieldrin, endrin, heptachlor, chlordan a endosulfan, po dvou- až osmihodinovém vystavení snižují aktivitu centrální nervové soustavy (CNS), po čemž následuje hyperexcitabilita, třes a záchvaty. Mechanismus spočívá v navázání látky na GABAA receptor, což zamezí toku chloridových iontů do nervu.[10]

- Ostatní sloučeniny, například dikofol, mirex, kepon a pentachlorfenol, mohou být v závislosti na své molekulové struktuře, hydrofilní i hydrofobní.[11]

### Izolanty
Polychlorované bifenyly (PCB) byly používány jako elektrické izolanty a k přenosu tepla; v důsledku škodlivých účinků na zdraví se od jejich používání upustilo, nahrazeny byly polybromiromovanými difenylethery (PBDE), které vykazují podobnou toxicitu a bioakumulační vlastnosti.

## Toxicita
Některé organochloridy jsou toxické pro rostliny nebo živočichy. Dioxiny, vznikající spalováním organických látek obsahujících chlor, jsou perzistentními zněčišťujícími látkami, které poškozují životní prostředí, podobně jako některé insekticidy, jako je DDT). DDT, široce používané k hubení hmyzu během 20. století, se, podobně jako jeho metabolity dichlordifenyldichlorethen (DDE) a dichlordifenyldichlorethan (DDD) hromadí v potravním řetězci a způsobuje poškození reprodukčních schopností (například ztenčení vaječných skořápek) u některých ptáků.
DDT také způsobuje další následky, protože se snadno přemísťuje, jeho stopová množství byla nalezena i na Antarktidě, přestože zde tato látka nikdy nebyla použita. Existují i organochloridy, jako jsou yperit, dusíkaté yperity a lewisit, jež se používají jako chemické zbraně.
Přítomnost chloru v organických molekulách ovvšem nezajišťuje toxicitu. Některé organochloridy jsou považovány za dostatečně bezpečné pro používání v potravinách a v lékařství, například hrách a fazole obsahují přírodní chlorovaný hormon kyselinu 4-chlorindol-3-octovou; sladidlo sukralóza také obsahuje chlor. Mezi organochloridy patří i mnoho schválených léčiv, mimo jiné antibiotikum vankomycin, antihistaminikum loratadin, antidepresivum sertralin antiepileptikum lamotrigin a inhalační anestetikum isofluran.
I přes zákazy používání DDT a jiných organochloridů jsou jejich zbytky nacházeny v organismech desítky let po omezení jejich používání; nalezeny byly například u mořských savců v Arktidě. Tyto látky se koncentrují v tělech a mohou se vyskytovat i v lidském mateřském mléku. U některých mořských savců bývají u samců koncentrace vyšší než u samic, které jejich část vyloučí kojením.